# Eino Virtanen
Eino Virtanen, né le 19 août 1908 à Uksela et mort le 3 décembre 1980 à Helsinki, est un lutteur finlandais spécialiste de la lutte gréco-romaine.

## Carrière
Eino Virtanen participe aux Jeux olympiques d'été de 1936 à Berlin et remporte la médaille de bronze dans la catégorie des poids mi-moyens.